# Liste der Naturdenkmale in Lauda-Königshofen
| Naturdenkmale | Anzahl |
| ------------- | ------ |
| FND           | 41     |
| END           | 18     |
| Gesamt        | 59     |

Die Liste der Naturdenkmale in Lauda-Königshofen nennt die verordneten Naturdenkmale (ND) der im baden-württembergischen Main-Tauber-Kreis liegenden Stadt Lauda-Königshofen. Diese besteht aus den Städten Lauda und Königshofen (mit den Häusern Elektrizitätswerk Neumühle und Roter Rain) sowie zehn Ortschaften (Beckstein, Deubach mit dem Hof Sailtheim, Gerlachsheim mit der abgegangenen Ortschaft Lützellauda, Heckfeld mit den abgegangenen Ortschaften Baldertshausen, Ehrbrunn, Hattendorf, Karlsdorf und möglicherweise Tenbach, Marbach, Messelhausen mit den Weilern Hofstetten (Hof) und Marstadt (Hof), Oberbalbach mit möglicherweise den abgegangenen Ortschaften Hagenfeld, Rödelsee und Taxenfeld, Oberlauda, Sachsenflur mit dem Haus Breite Mühle und Unterbalbach).
In Lauda-Königshofen gibt es insgesamt 59 als Naturdenkmal geschützte Objekte, davon 41 flächenhafte Naturdenkmale (FND) und 18 Einzelgebilde-Naturdenkmale (END).
Stand: 1. November 2016.

## Flächenhafte Naturdenkmale (FND)
| Name                                                                             | Bild | Kennung     | Einzelheiten | Position | Fläche Hektar | Datum         |
| -------------------------------------------------------------------------------- | ---- | ----------- | --- | -------- | ------------- | ------------- |
| Altarm der Tauber beim Chausseehaus Renig                                        | BW   | 81281390052 | Lauda-Königshofen Der Tauber-Altarm befindet sich in den Teilgemarkungen von Gerlachsheim und Lauda. Er entstand bereits um 1866 im Zuge des Baus der Eisenbahnbrücke Lauda, als die Tauber in diesem Bereich begradigt wurde. Der ursprüngliche Tauberabschnitt wurde jedoch erst am 10. März 1992 als flächenhaftes Naturdenkmal Altarm der Tauber beim Chausseehaus Renig unter Schutz gestellt. | ⊙        | 0,3           | 10. März 1992 |
| Auewald Balbach Herbstwiesen                                                     |      | 81281390059 | Lauda-Königshofen | ⊙        | 0,2           | 10. März 1992 |
| Auewald Hölzlein                                                                 | BW   | 81281390064 | Lauda-Königshofen | ⊙        | 0,7           | 10. März 1992 |
| Aufgelassene Tongrube SE Lauda Am Großen Flur/Am Steinbruch                      | BW   | 81281390049 | Lauda-Königshofen | ⊙        | 0,7           | 10. März 1992 |
| Becksteiner Flexur Kirbig                                                        | BW   | 81281390031 | Lauda-Königshofen | ⊙        | 0,0           | 10. März 1992 |
| Biotop Roter Weg-Burkladen-Frauenberg                                            | BW   | 81281390038 | Lauda-Königshofen | ⊙        | 4,0           | 10. März 1992 |
| Blößberg Blösberg/Auf dem Blößberg                                               |      | 81281390054 | Lauda-Königshofen | ⊙        | 1,6           | 10. März 1992 |
| Brachflächen im Gewann Hetze                                                     | BW   | 81281390034 | Lauda-Königshofen | ⊙        | 1,3           | 10. März 1992 |
| Doline Seegrube                                                                  | BW   | 81281390029 | Lauda-Königshofen | ⊙        | 0,1           | 21. Dez. 1981 |
| Durwärtersbrunnen Burkladen                                                      | BW   | 81281390042 | Lauda-Königshofen | ⊙        | 0,5           | 10. März 1992 |
| Feuchtbiotop am Marstadter See Beim Jungholz                                     |      | 81281390056 | Lauda-Königshofen | ⊙        | 0,8           | 10. März 1992 |
| Feuchtgebiet Altwasser Deckwasen                                                 |      | 81281390041 | Lauda-Königshofen | ⊙        | 1,1           | 10. März 1992 |
| Feuchtgebiet Horb Rinne                                                          | BW   | 81281390023 | Lauda-Königshofen | ⊙        | 0,9           | 10. März 1992 |
| Feuchtgebiet Sauerwiesen                                                         |      | 81281390021 | Lauda-Königshofen | ⊙        | 0,5           | 21. Dez. 1981 |
| Feuchtgebiet Schaufelwiesen                                                      | BW   | 81281390036 | Lauda-Königshofen | ⊙        | 0,8           | 10. März 1992 |
| Feuchtgebiet Seelein                                                             | BW   | 81281390035 | Lauda-Königshofen | ⊙        | 2,8           | 10. März 1992 |
| Feuchtgebiet Seewiese                                                            | BW   | 81281390033 | Lauda-Königshofen | ⊙        | 0,9           | 10. März 1992 |
| Gipsbruch Königshofen Österliche Zeit - Kirchberg                                |      | 81281390047 | Lauda-Königshofen | ⊙        | 1,2           | 10. März 1992 |
| Heckengebiet Kaltenberg-Büttersmichel                                            | BW   | 81281390032 | Lauda-Königshofen | ⊙        | 4,4           | 10. März 1992 |
| Heckengebiet mit alten Weinbergmauern Kleeb/Untere Klinge                        | BW   | 81281390030 | Lauda-Königshofen | ⊙        | 0,9           | 10. März 1992 |
| Heckengebiet Weidenseil Im alten Weidenseil/Bergpfädlein                         | BW   | 81281390055 | Lauda-Königshofen | ⊙        | 3,7           | 10. März 1992 |
| Heckenlandschaft Lichtenstein/Turmberg                                           | BW   | 81281390046 | Lauda-Königshofen | ⊙        | 1,7           | 10. März 1992 |
| Klinge Äußere Stoppelter                                                         | BW   | 81281390063 | Lauda-Königshofen | ⊙        | 1,5           | 10. März 1992 |
| Klinge Wallschloe                                                                |      | 81281390044 | Lauda-Königshofen | ⊙        | 3,6           | 10. März 1992 |
| Kopfweiden Horb u. Bei der alten Schneidmühle                                    | BW   | 81281390024 | Lauda-Königshofen | ⊙        | 0,3           | 21. Dez. 1981 |
| Ödland Kailberg                                                                  |      | 81281390062 | Lauda-Königshofen | ⊙        | 0,8           | 10. März 1992 |
| Ödland Neuberglein                                                               |      | 81281390040 | Lauda-Königshofen | ⊙        | 1,0           | 10. März 1992 |
| Ödland Schildwächter                                                             |      | 81281390043 | Lauda-Königshofen | ⊙        | 3,5           | 10. März 1992 |
| Ottenberg Burkladen                                                              | BW   | 81281390039 | Lauda-Königshofen | ⊙        | 1,5           | 10. März 1992 |
| Quelle Auf dem Kaltenberg                                                        | BW   | 81281390026 | Lauda-Königshofen | ⊙        | 0,0           | 21. Dez. 1981 |
| Quellwald Oberlaudaer Bach Saure Wiesen, Pfarrwiesen, Tiergärten, Kreisebächlein | BW   | 81281390061 | Lauda-Königshofen | ⊙        | 2,1           | 10. März 1992 |
| Salamandersee Sandgrube                                                          | BW   | 81281390053 | Lauda-Königshofen | ⊙        | 0,6           | 10. März 1992 |
| See Im großen Eichelsee                                                          |      | 81281390028 | Lauda-Königshofen | ⊙        | 0,8           | 21. Dez. 1981 |
| Steinbruch Grötsch                                                               |      | 81281390037 | Lauda-Königshofen | ⊙        | 0,1           | 10. März 1992 |
| Steinbruch Kirchberg                                                             | BW   | 81281390045 | Lauda-Königshofen | ⊙        | 0,2           | 10. März 1992 |
| Steppenheide Gaisberg                                                            | BW   | 81281390027 | Lauda-Königshofen | ⊙        | 5,0           | 21. Dez. 1981 |
| Steppenheide Galgenberg Oberer Steig                                             |      | 81281390051 | Lauda-Königshofen | ⊙        | 2,0           | 10. März 1992 |
| Tauber-Altarm Unterer Großer Büchel                                              | BW   | 81281390048 | Lauda-Königshofen | ⊙        | 0,7           | 10. März 1992 |
| Trespenrasen Roßberg                                                             |      | 81281390060 | Lauda-Königshofen | ⊙        | 1,4           | 10. März 1992 |
| Wäldchen m. Heckenbewuchs u. Alteichen Muckenwinkel                              | BW   | 81281390022 | Lauda-Königshofen | ⊙        | 0,1           | 21. Dez. 1981 |
| Waldrand Eisberg Auf dem Eisberg                                                 | BW   | 81281390050 | Lauda-Königshofen | ⊙        | 0,9           | 10. März 1992 |
| Legende für Naturdenkmal                                                         |      |             | |          |               |               |

## Einzelgebilde-Naturdenkmale (END)
| Name                                                     | Bild | Kennung     | Einzelheiten | Position | Fläche Hektar | Datum         |
| -------------------------------------------------------- | ---- | ----------- | --- | -------- | ------------- | ------------- |
| 1 Birnbaum Hohen Hölzlein                                |      | 81281390003 | Lauda-Königshofen | ⊙        | 0,0           | 21. Dez. 1981 |
| 1 Birnbaum Hohen Hölzlein                                |      | 81281390004 | Lauda-Königshofen | ⊙        | 0,0           | 21. Dez. 1981 |
| 1 Birnbaum Holleberg                                     | BW   | 81281390016 | Lauda-Königshofen | ⊙        | 0,0           | 21. Dez. 1981 |
| 1 Birnbaum Holleberg                                     | BW   | 81281390017 | Lauda-Königshofen | ⊙        | 0,0           | 21. Dez. 1981 |
| 1 Birnbaum Kühbergsrain                                  |      | 81281390005 | Lauda-Königshofen | ⊙        | 0,0           | 21. Dez. 1981 |
| 1 Birnbaum Kühbergsrain                                  |      | 81281390006 | Lauda-Königshofen | ⊙        | 0,0           | 21. Dez. 1981 |
| 1 Birnbaum Kühbergsrain                                  |      | 81281390007 | Lauda-Königshofen | ⊙        | 0,0           | 21. Dez. 1981 |
| 1 Birnbaum Vorderes Hardthölzlein                        |      | 81281390002 | Lauda-Königshofen | ⊙        | 0,0           | 21. Dez. 1981 |
| 1 Buche „Knierer Buche“, Pfingstbrunnen, Abt. II 4       | BW   | 81281390009 | Lauda-Königshofen | ⊙        | 0,0           | 21. Dez. 1981 |
| 1 Eiche „Braut des Waldes“ Kirchberg                     | BW   | 81281390011 | Lauda-Königshofen | ⊙        | 0,0           | 21. Dez. 1981 |
| 1 Eiche Eichwald 7/3                                     | BW   | 81281390014 | Lauda-Königshofen | ⊙        | 0,0           | 21. Dez. 1981 |
| 1 Hainbuche Walterstal                                   | BW   | 81281390012 | Lauda-Königshofen | ⊙        | 0,0           | 21. Dez. 1981 |
| 1 Linde Kailberg                                         |      | 81281390010 | Lauda-Königshofen Das Einzelgebilde-Naturdenkmal 1 Linde Kailberg befindet sich in der Gemarkung von Sachsenflur auf einer Anhöhe mit Blick auf das Dorf. Der Baum wurde Schätzungen zufolge nach dem Deutsch-Französischen Krieg 1870/71 als „Friedenslinde“ gepflanzt (siehe auch: Liste der Denkmäler des Deutsch-Französischen Krieges im Main-Tauber-Kreis). 2018 wurde die Linde durch einen Unwetter schwer beschädigt. | ⊙        | 0,0           | 21. Dez. 1981 |
| 1 Schwarzkiefer Großer Eichwald 7/1                      | BW   | 81281390019 | Lauda-Königshofen | ⊙        | 0,0           | 21. Dez. 1981 |
| 10 Buchen „Krautinger Buchen“, Pfingstbrunnen, Abt. II 2 | BW   | 81281390008 | Lauda-Königshofen | ⊙        | 0,0           | 21. Dez. 1981 |
| 2 Linden Grabenäcker                                     |      | 81281390001 | Lauda-Königshofen | ⊙        | 0,0           | 21. Dez. 1981 |
| 2 Nußbäume Langenacker                                   | BW   | 81281390058 | Lauda-Königshofen | ⊙        | 0,0           | 10. März 1992 |
| Legende für Naturdenkmal                                 |      |             | |          |               |               |

## Ehemalige Einzelgebilde-Naturdenkmale
| Name                               | Bild | Kennung     | Einzelheiten                                | Position | Fläche Hektar | Datum         |
| ---------------------------------- | ---- | ----------- | ------------------------------------------- | -------- | ------------- | ------------- |
| 1 Birnbaum an der K 2800 Greinberg | BW   | 81281390057 | Lauda-Königshofen 2021 nicht mehr vorhanden | ⊙        | 0,0           | 10. März 1992 |
| Legende für Naturdenkmal           |      |             |                                             |          |               |               |